# Comitatul Bjelovar-Križevci
Comitatul Bács-Bodrog (în croată Bjelovarsko-križevačka županija, în sârbă Бјеловарско-крижевачка жупанија, în maghiară Belovár-Körös vármegye) a fost o subdiviziune administrativă istorică (županija) din Regatul Croația-Slavonia. Croația-Slavonia a fost un regat autonom în componența Pământurilor Coroanei Sfântului Ștefan (Transleithania), partea ungură a Imperiului dualist Austro-Ungar. Teritoriul său este acum în nordul Croației. Capitala de comitat a fost de Bjelovar (în maghiară Belovar).

## Demografie
În 1910, populația comitatului era de 332.592 locuitori, dintre care: 
- Croați -- 253.687 (76,27%)
- Sârbi -- 44.533 (13,39%)
- Maghiari -- 14.224 (4,28%)
- Germani -- 4.235 (1,27%)
- Alții/necunoscuți (slovaci, ruteni, români, etc) -- 15.913 (4,78%)

## Subdiviziuni
La începutul secolului 20, subdiviziunile comitatului Bjelovar-Križevci erau următoarele:
| Districts        | Districts      |
| District         | Capitală       |
| ---------------- | -------------- |
| Bjelovar         | Bjelovar       |
| Čazma            | Čazma          |
| Garešnica        | Garešnica      |
| Đurđevac         | Đurđevac       |
| Grubišno Polje   | Grubišno Polje |
| Koprivnica       | Koprivnica     |
| Križevci         | Križevci       |
| Kutina           | Kutina         |
| Districte urbane |                |
| Bjelovar         |                |
| Koprivnica       |                |
| Križevci         |                |